# Cabanelles
Cabanelles (em catalão e oficialmente) ou Cabanellas (em castelhano) é um município da Espanha na comarca de Alt Empordà, província de Girona, comunidade autónoma da Catalunha. Tem 55,58 km² de área e em 2021 tinha 266 habitantes (densidade: 4,8 hab./km²).

## Demografia
| Variação demográfica do município entre 1991 e 2004 | Variação demográfica do município entre 1991 e 2004 | Variação demográfica do município entre 1991 e 2004 | Variação demográfica do município entre 1991 e 2004 |
| --------------------------------------------------- | --------------------------------------------------- | --------------------------------------------------- | --------------------------------------------------- |
| 1998                                                | 2002                                                | 2006                                                | 2010                                                |
| 220                                                 | 230                                                 | 240                                                 | 237                                                 |